# David Moss
David Jerard Moss (South Holland, Illinois, 9 de septiembre de 1983) es exbaloncestista estadounidense. Con 1.96 metros de estatura, jugaba en la posición de alero. Desde 2023 es entrenador asistente en el Basket Brescia Leonessa italiano.

## Trayectoria
- Thornwood Thunderbirds
- 2002-2006:  Universidad de Indiana State
- 2006-2007:  Polpak Świecie
- 2007-2008:  Aurora Jesi
- 2008-2009:  Teramo Basket
- 2009-2010:  Virtus Bologna
- 2010-2013:  Mens Sana Siena
- 2013-2015:  Olimpia Milano
- 2016-2023:  Basket Brescia Leonessa

## Palmarés
- Supercopa de Italia: 1

Siena: 2011
- LEGA: 5

Siena: 2010, 2011, 2012, 2013
Milán: 2014
- Copa de Italia: 4

Siena: 2011, 2012, 2013
Brescia: 2023